# 佩里韋爾站
佩里韋爾站（英語：Perivale tube station）是倫敦西北佩里韋爾的一個倫敦地鐵車站，位於中央線西萊斯里普支線，介於格林福德和漢格里之間，屬於倫敦第4收費區。

## 歷史
大西部鐵路在1904年5月2日啟用佩里韋爾停車站，但在現時倫敦地鐵車站1947年6月30日啟用後關閉。該站在1938年由布萊恩·路易斯設計，後來成為大西部鐵路的總建築師，然而建設工程受第二次世界大戰延誤。完成的建築後來由建築師弗特里克·法蘭西斯·查爾斯·庫爾提斯修改。此站一度計劃一座塔和延展翼，但從未興建，因此車站比原先預期小。2011年7月車站成為16個倫敦地鐵車站其中一個成為II級登錄建築。

## 接駁交通
倫敦巴士297路服務此站。

## 文化
車站的前版在2005年的BBC電視節目幕後危機短暫出現過。

## 圖片

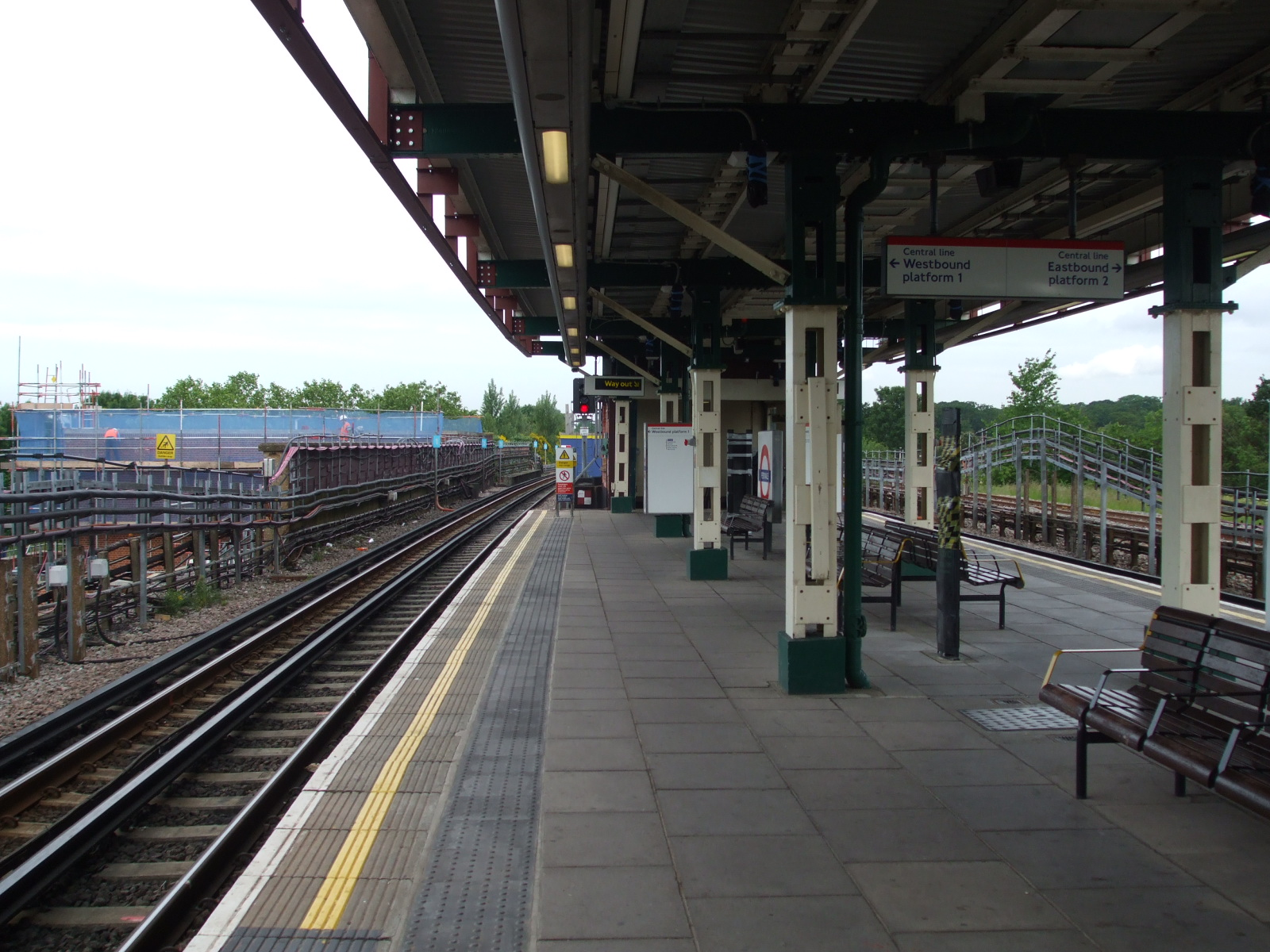
2008年6月，島式月台西望，部分翻新工程進行中
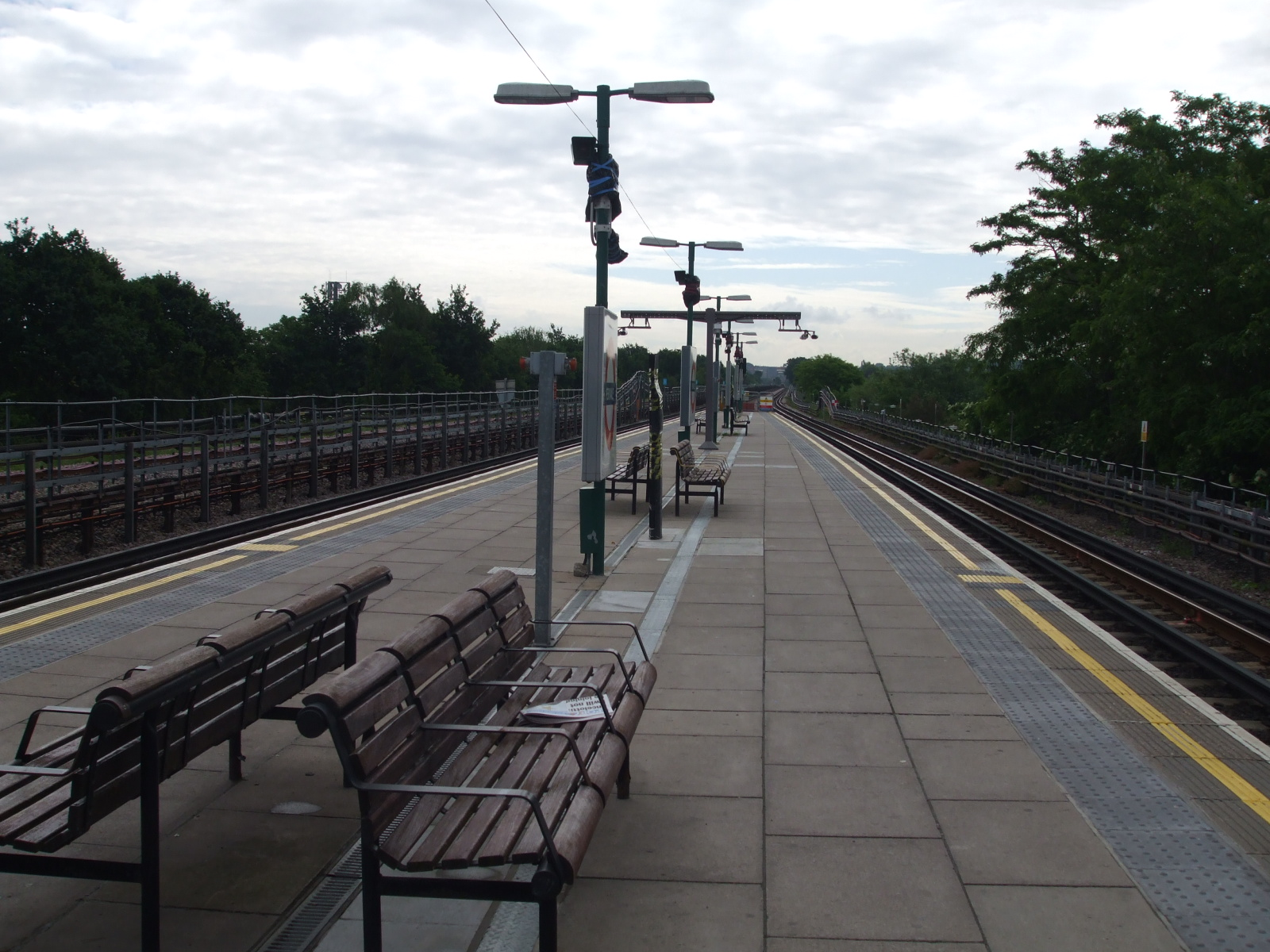
島式月台東望，舊大西部鐵路軌道在最左邊，由貨運列車使用
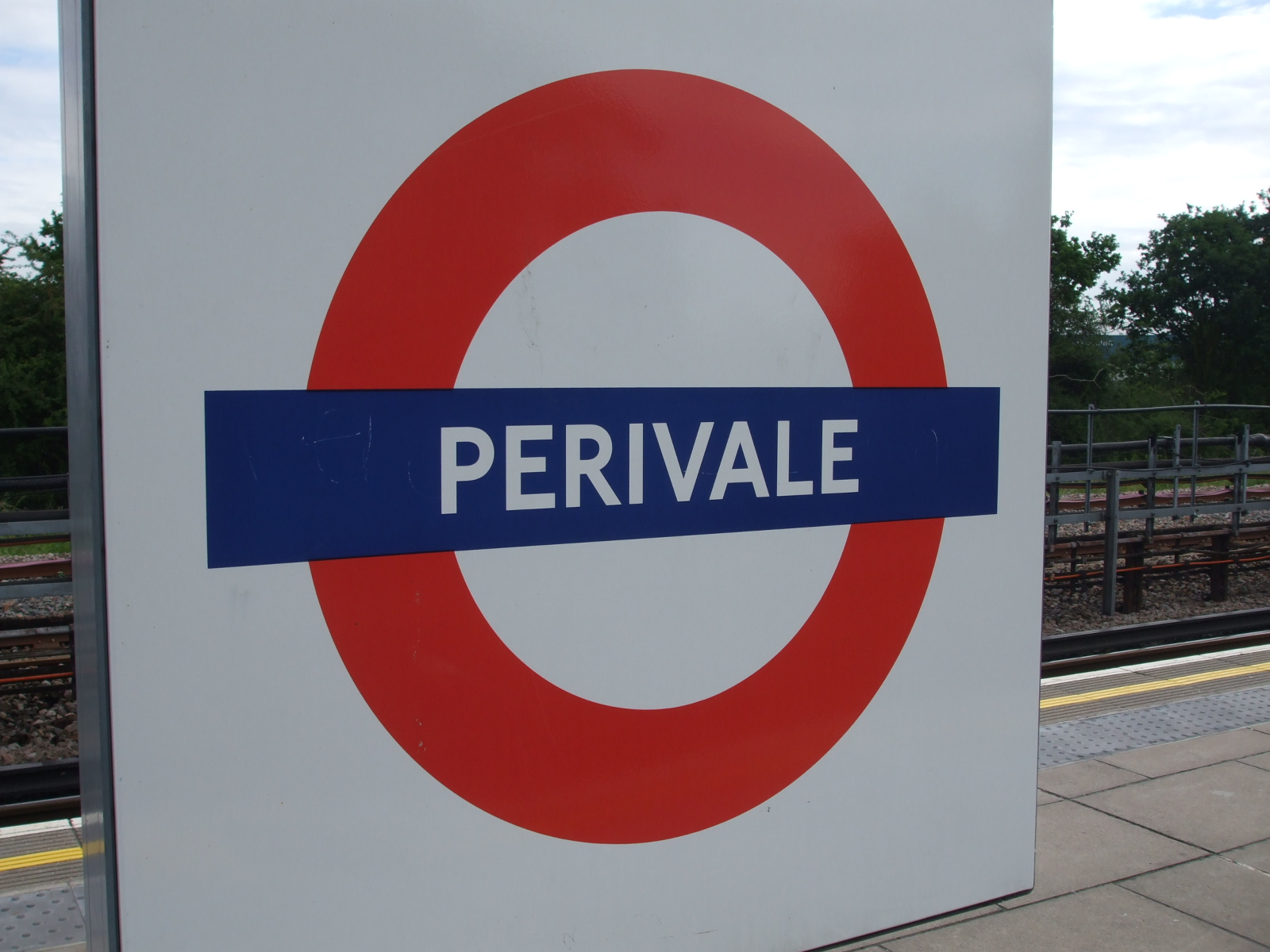
西行月台的倫敦地鐵標誌